# 노 서든 무브
"노 서든 무브"(영어: No Sudden Move)는 2021년 공개된 미국의 범죄 스릴러 영화로, 스티븐 소더버그가 감독을 맡았다.

## 출연

### 주연
- 돈 치들 : 커트 고인스 역
- 베니치오 델 토로 : 도널드 루소 역
- 데이비드 하버 : 맷 워츠 역

### 조연
- 레이 리오타 : 프랭크 카펠리 역
- 존 햄 : 조 피니 역
- 브렌든 프레이저 : 존스 역
- 키에란 컬킨 : 찰리 역
- 에이미 세이메츠 : 메리 워츠 역
- 노아 주프 : 매튜 워츠 주니어 역
- 크레이그 멈즈 그랜트 : 지미 역
- 줄리아 폭스 : 바네사 카펠리 역
- 프랭키 쇼 : 폴라 콜 역